# Duguetia calycina
Duguetia calycina Benoist – gatunek rośliny z rodziny flaszowcowatych (Annonaceae Juss.). Występuje naturalnie w Wenezueli, Gujanie, Surinamie, Gujanie Francuskiej oraz Brazylii (w stanach Amazonas, Amapá, Pará i Maranhão). 

## Morfologia
PokrójZimozielone drzewo dorastające do 1–20 m wysokości. Gałęzie są owłosione.
LiścieMają kształt od eliptycznego do odwrotnie owalnego. Mierzą 10–25 cm długości oraz 2,5–8 cm szerokości. Są owłosione od spodu. Wierzchołek jest spiczasty.
KwiatySą pojedyncze lub zebrane po 2–10 w kwiatostany, rozwijają się w kątach pędów. Działki kielicha mają owalny kształt i dorastają do 10–15 mm długości. Płatki mają białą barwę i osiągają do 10–30 mm długości.
OwoceZebrane po 40–100 w owocostan. Mają jajowaty kształt. Osiągają 20–55 mm długości.

## Biologia i ekologia
Rośnie w wiecznie zielonych lasach. Występuje na terenach nizinnych.